# Olympische Winterspiele 2018/Biathlon – Massenstart (Männer)
Das 15-km-Massenstartrennen der Männer im Biathlon bei den Olympischen Winterspielen 2018 fand am 18. Februar 2018 um 20:15 Uhr statt. Austragungsort war das Alpensia Biathlon Centre. Olympiasieger wurde nach einem Photofinish gegen Simon Schempp aus Deutschland der Franzose Martin Fourcade. Bronze ging nach einem Zielsprint mit dem Deutschen Erik Lesser an Emil Hegle Svendsen aus Norwegen.

## Wettkampfbeschreibung
Beim Massenstart über 15 km gingen 30 Athleten gleichzeitig ins Rennen. Diese stellten sich in zehn Reihen zu drei Athleten auf. Sie liefen vier gleich lange Runden, nach den ersten vier Runden liefen sie jeweils einmal den Schießstand an. Geschossen wurde in der Reihenfolge liegend/liegend/stehend/stehend. Für jede nicht getroffene Scheibe musste der Athlet eine Strafrunde von 150 m Länge absolvieren. Für die Qualifikation des Massenstartrennens galten die gleichen Qualifikationskriterien wie bei Biathlon-Weltmeisterschaften. Mit Startnummern 1–3 gingen die Goldmedaillengewinner der vorherigen Einzelwettkämpfe ins Rennen, mit Startnummern 4–6 die Silber- und mit 7–9 die Bronzemedaillengewinner. Außerdem erhielten die 15 besten Athleten der Gesamtwertung des laufenden Biathlon-Weltcups ein Startrecht. Die Anzahl der restlichen Startplätze orientierte sich daran, wie viele Athleten in den vorangegangenen Wettkämpfen mehr als eine Medaille gewonnen haben und so einer oder mehrere Startplätze der ersten neun Athleten nicht besetzt wurden, die nachfolgenden Athleten rückten dann automatisch mit ihrer Startnummer auf. Die mindestens sechs übrigen Startplätze wurden an die Athleten vergeben, die nach dem Punktesystem des Biathlon-Weltcups die meisten Punkte in den vorangegangenen Rennen gewonnen hätten. Ein persönliches Startrecht für den Massenstartsieger des Vorjahres wie bei den Weltmeisterschaften gab es nicht.
Totalanstieg: 510 m, Maximalanstieg: 38 m, Höhenunterschied: 37 m 

30 Teilnehmer aus 13 Ländern, alle in der Wertung.

## Ergebnisse
| Platz | Sportler               | Land        | Zeit (min) | Strafrunden (L+L+S+S) |
| ----- | ---------------------- | ----------- | ---------- | --------------------- |
| 1     | Martin Fourcade        | Frankreich  | 35:47,3    | 2 (1+0+0+1)           |
| 2     | Simon Schempp          | Deutschland | 35:47,3    | 1 (0+0+0+1)           |
| 3     | Emil Hegle Svendsen    | Norwegen    | 35:58,5    | 2 (1+0+1+0)           |
| 4     | Erik Lesser            | Deutschland | 35:58,9    | 2 (0+0+0+2)           |
| 5     | Benedikt Doll          | Deutschland | 36:06,1    | 1 (0+0+1+0)           |
| 6     | Julian Eberhard        | Österreich  | 36:18,0    | 3 (1+0+1+1)           |
| 7     | Erlend Bjøntegaard     | Norwegen    | 36:19,4    | 2 (0+0+2+0)           |
| 8     | Tarjei Bø              | Norwegen    | 36:21,9    | 3 (1+0+2+0)           |
| 9     | Jesper Nelin           | Schweden    | 36:21,9    | 2 (0+2+0+0)           |
| 10    | Jakov Fak              | Slowenien   | 36:23,4    | 1 (0+0+1+0)           |
| 11    | Ondřej Moravec         | Tschechien  | 36:23,6    | 1 (0+0+0+1)           |
| 12    | Dominik Landertinger   | Österreich  | 36:47,3    | 1 (0+0+1+0)           |
| 13    | Arnd Peiffer           | Deutschland | 36:47,5    | 4 (1+0+1+2)           |
| 14    | Simon Eder             | Österreich  | 37:01,0    | 3 (1+0+0+2)           |
| 15    | Fredrik Lindström      | Schweden    | 37:02,6    | 3 (0+0+2+1)           |
| 16    | Johannes Thingnes Bø   | Norwegen    | 37:07,3    | 3 (0+3+0+0)           |
| 17    | Dominik Windisch       | Italien     | 37:07,7    | 4 (0+1+2+1)           |
| 18    | Lukas Hofer            | Italien     | 37:07,7    | 4 (1+1+0+2)           |
| 19    | Antonin Guigonnat      | Frankreich  | 37:15,3    | 5 (1+0+2+2)           |
| 20    | Klemen Bauer           | Slowenien   | 37:19,8    | 4 (1+0+2+1)           |
| 21    | Tero Seppälä           | Finnland    | 37:25,0    | 3 (1+2+0+0)           |
| 22    | Simon Desthieux        | Frankreich  | 37:45,9    | 5 (1+2+2+0)           |
| 23    | Sebastian Samuelsson   | Schweden    | 37:58,8    | 4 (0+1+2+1)           |
| 24    | Serafin Wiestner       | Schweiz     | 38:00,9    | 3 (2+1+0+0)           |
| 25    | Timofei Lapschin       | Südkorea    | 38:07,4    | 1 (0+1+0+0)           |
| 26    | Michal Krčmář          | Tschechien  | 38:09,9    | 5 (1+1+1+2)           |
| 27    | Benjamin Weger         | Schweiz     | 38:10,5    | 5 (2+2+1+0)           |
| 28    | Andrejs Rastorgujevs   | Lettland    | 38:47,4    | 3 (0+1+0+2)           |
| 29    | Quentin Fillon Maillet | Frankreich  | 38:57,5    | 7 (3+2+2+0)           |
| 30    | Tomas Kaukėnas         | Litauen     | 38:58,0    | 5 (2+0+2+1)           |